# Diagoniceps kunzi
Diagoniceps kunzi är en kräftdjursart. Diagoniceps kunzi ingår i släktet Diagoniceps och familjen Tetragonicipitidae. Inga underarter finns listade i Catalogue of Life.